# Rigello

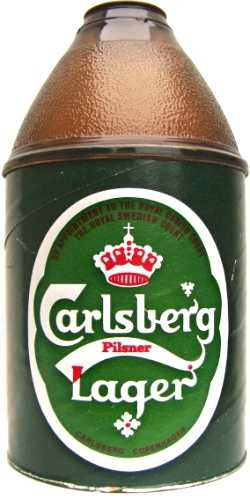
Rigello-förpackning för Carlsberg Lager pilsner.

Rigello är en plastflaska för dryck som lanserades av Tetra Pak i samarbete med Pripp-bryggerierna AB i slutet av 1960-talet.
De första Rigelloflaskorna som tillverkades rymde 28 eller 33 centiliter och var tillverkade av PVC-plast, vilken belagts med film för att vara tät, samt förstärkts med en papphylsa för att ge stabilitet. Dessa var test-/reklam-/experimentflaskor. År 1969 lanserades Rigelloflaskor som rymde 45 cl och dessa var de första som såldes i butiker. Det var Three Towns från Pripp-bryggerierna AB.
De främsta orsakerna till Rigelloflaskans uppkomst var omvärldens krav på låg materialförbrukning, låg avfallsvikt, låg arbetsmiljöpåverkan med eliminerande av skär-, lyft- och bullerskador samt låg kostnad. Miljöaspekterna lyftes fram i lanseringen och Rigello uppgavs vara den mest miljövänliga engångsförpackningen som till och med kunde konkurrera med returglaset.
Till en Rigelloflaska på 33cl förbrukades 11,5 gram plast och 8,5 gram papper. En urdrucken Rigello vägde endast 20 gram, till skillnad från en 33 centiliters returflaska av glas som vägde 310 gram. Det sades dessutom att materialet kunde brytas ned i naturen vilket skulle vara bra ur nedskräpningssynpunkt. Anledningen till denna övertro gällande nedbrytningen kom från ett tidigare plastflaskeprojekt. Tetra Paks systerbolag Rigello Pak gick ut försiktigare genom att påstå att papperet bryts ner relativt snabbt, plastdelarna långsammare.
En del Rigelloflaskor exporterades till andra länder, som till exempel Storbritannien och Tyskland. Flera olika sorters öl såldes i Rigelloflaskan. Bryggerier som distribuerade öl i Rigello i Sverige var Falcon, Pripps, TILL och Wårby.
Det såldes också läskedryck i Rigelloförpackning. Det största varumärket var Pripps "Car" och den såldes i två smaker i röd (ananas-grape) respektive grön (citron-lime) 33 cl:s förpackning. Det fanns även andra läskmärken som såldes på Rigello, till exempel: Apotekarnes Grape, Apelsinsoda och Passionsfrukt, CITAT, Zingo och Festis från Pripp-bryggerierna AB (namnet Pripps kom först 1972). När mellanölet skulle förbjudas i Sverige 1977 hamstrade hushållen stora mängder av drycken. Populärast förpackning för denna hamstring var just Rigellon, som på grund av sin låga vikt lämpade sig vid inköp av större mängder.
Flaskan fick flera smeknamn, bland annat plastnisse, handgranat och plastbomb. Förpackningen blev aldrig någon riktig succé och tillverkningen upphörde i början av 1980-talet. Rigello är numer ett eftertraktat samlarföremål.[källa behövs]